# Битва при Трифанумі
Битва при Трифанумі – битва, яка відбулася у 339 р. до н.е. між військами Римської республіки та Латинського союзу. Проходила поблизу Трифануму, що між Сінуессою та Мінтурно, на південь від Риму. Дані про місце битви приблизні, адже точне місце де відбулася битва наразі невідомі. Саме ця битва була вирішальною у Другій Латинській війні, яка завершилася перемогою Риму.

## Передумови
Розпочата у 340 р. до н.е. війна між Римською республікою та Латинськом союзом була закономірним продовженням їхньої конфронтації. На початку 4 століття до н.е. латинянам не загрожували вторгнення, проте вони все більше боялися військової могутності Риму. Кілька воєн між Римом та іншими латинянами були уже зафіксовані у першій половині IV століття. Галльська навала на деякий час посприяла відновленню союзницьких відношень між Римом та латинянами, але ненадовго. Після першої Самнітської війни, Латинський союз, який побоявся нападати під час неї, знаючи про військові перемоги Риму над самнітами, все ж провокує Рим на війну, і у 340 р. до н.е. сенат дає згоду на військову кампанію проти латинян.
До битви при Трифанумі, була не менш важлива військова перемога римлян - битва при Везувії, яка є першою в ланцюгу переможних битв Другої Латинської війни. Під час таборування, консули увісні побачили віщування, у ньому було сказано, що та армія отримає перемогу у битві, чий командувач загине. Консули Публій Децій Мус та Тіт Манлій Торкват вирішили принести у жертву задля перемоги того, чий прапор першим відступить у бою. При цьому ж, консули ввели заборону на відступ для легіонерів. Син Торквата, який очолював римську розвідку, вступив у сутичку з ворогом, всупереч наказу. У сутичці він переміг, втім за порушення військової дисципліни Тіт Манлій Імперіос Торкват наказав стратити сина, за що у самому Римі багато громадян, особливо серед молоді, зневажало Тіта Манлія, але все ж дисципліну у римській армії це значно посилило. Під час битви при Везувії, Децій Мус почав відступати разом з легіонерами під напором ворожих військ, в короткий час, позвавши понтифіка і проговоривши жертвенні слова, він кинувся у центр битви в якій і загинув, це була його жертва для перемоги у битві, Торкват же перейшов в атаку й здобув перемогу. Хоча, у Тіта Лівія сказано, що бог війни Марс був однаково схильний до обох армій, і вони понесли одинакові втрати, хоч римляни все ж  здобули перемогу. Таку перемогу прийнято називати пірровою.
Через певний час після битви при Везувії, перегруповані війська латинян зустрілися з легіонами Торквата поблизу Трифануму.

## Хід битви
Про хід битви при Трифанумі з античних джерел відомо обмаль. Невідомо про військові сили, які брали участь у ній, ні їх втрати. Навіть точне місце битви невідоме, наразі є тільки приблизні дані. Командувач зі сторони Латинського союзу невідомий, але відомо, що Тіт Манлій Торкват керував римськими військами. Тіт Лівій написав, що обидві армії кинули свій багаж не вибравши місця для табору, на тому ж місці, де зустрілися один з одним, і швидко вступили у бій. За тим же Тітом Лівієм, ми можемо дізнатися, що перемога римлян була настільки нищівною, що інші латинські міста здавалися при наближенні римських військ до їх стін, а згодом здалися й кампанійці.

## Наслідки
Здобуття римлянами перемоги у цій битві фактично зробило перемогу Риму у Другій Латинській війні питанням часу. Повернення Торквата до Риму Лівій описує як повернення переможця у війні . Хоча, як відомо остаточно військовий конфлікт завершився у 338 р. до н.е. коли Гай Манлій і Луцій Фурій Камілл розбили вольськів і тибуртинців. По приїзду до Риму, був влаштований тріумф. Велика частина земель була розподілена між плебеями. Покорені народи отримали римське громадянство, що значно зміцнило владу Риму на Апеннінському півострові. Також переможені латинські народи були зобов'язані визнати римську перевагу. Деякі з латинських міст були романізовані, одні стали частково римськими підданими, прийнявши римські магістратури, а інші стали римськими колоніями.